# Abracadabra (nummer van Steve Miller Band)
Abracadabra is een nummer  van de Amerikaanse rockband Steve Miller Band. Het nummer werd geschreven door bandleider Steve Miller en gaat over het verlangen naar een geliefde. Het door hem geschreven nummer is een new wave-achtig nummer dat als eerste single van het gelijknamige album uit 1982 werd uitgebracht. In mei dat jaar werd het nummer in de VS, Canada, Australië, Nieuw-Zeeland, Zuid-Afrika, Japan en een groot deel van Europa op single uitgebracht. In 1983 werd het nummer in destijds Tsjechoslowakije op single uitgebracht.
De band nam voor "Abracadabra" een videoclip op die circuselementen bevat. In Nederland werd de videoclip destijds op televisie uitgezonden door de popprogramma's AVRO's Toppop en Countdown van Veronica.

## Tracklijst
| 1.                | Abracadabra (singleversie) | 3:35 |
| 2.                | Never Say No               | 3:37 |
| Totale duur: 7:12 |                            |      |

| 1.                | Abracadabra (albumversie) | 5:10 |
| 2.                | Never Say No              | 3:37 |
| Totale duur: 8:47 |                           |      |

## Hitnoteringen
"Abracadabra" bereikte de top-10 in tien landen. De plaat haalde de nummer 1-positie in acht landen: de Verenigde Staten, Canada, Australië, Oostenrijk, Zwitserland, Zweden, Spanje en Portugal. In het Verenigd Koninkrijk, Ierland, Denemarken, Duitsland en Zuid-Afrika werd de 2e positie behaald, Noorwegen de 4e en in Nieuw-Zeeland de 8e positie.
In Nederland werd de plaat veel gedraaid op Hilversum 3 en werd een radiohit in de destijds drie landelijke hitlijsten op de nationale publieke popzender. De plaat bereikte de 18e positie in zowel de Nederlandse Top 40 als de TROS Top 50. In de Nationale Hitparade werd de 26e positie behaald. In de Europese hitlijst op Hilversum 3, de TROS Europarade, werd de nummer 1-positie behaald.
In België behaalde de plaat de 2e positie in de voorloper van de Vlaamse Ultratop 50 .. In de Vlaamse Radio 2 Top 30 werd de nummer 1-positie bereikt. In Wallonië werd géén notering behaald.
Sinds de allereerste editie in december 1999 stond de plaat t/m 2008 onafgebroken genoteerd en nog een keer in 2012 in de jaarlijkse NPO Radio 2 Top 2000 van de Nederlandse publieke radiozender NPO Radio 2, met als hoogste notering een 1241e positie in 2000.

### NPO Radio 2 Top 2000
| Nummer met noteringen in de NPO Radio 2 Top 2000 | '99  | '00  | '01  | '02  | '03  | '04  | '05  | '06  | '07  | '08  | '09-'11 | '12  |
| ------------------------------------------------ | ---- | ---- | ---- | ---- | ---- | ---- | ---- | ---- | ---- | ---- | ------- | ---- |
| Abracadabra                                      | 1272 | 1241 | 1773 | 1472 | 1505 | 1539 | 1904 | 1625 | 1834 | 1649 | -       | 1703 |

1. ↑  Een '-' betekent dat het nummer niet was genoteerd en een vetgedrukt getal geeft de hoogste notering aan.
2. ↑  Deze tabel is bijgewerkt tot en met de laatste editie (2024).

## Covers
"Abracadabra" werd gecoverd door onder andere Sugar Ray, Mike Chapman Band en Joe Stilgoe. Laatstgenoemde behaalde met zijn coverversie de top van de jazz-hitparade in Groot-Brittannië.